# Delia Garcés
Delia Amadora García (* 13. Oktober 1919 in Buenos Aires; † 7. November 2001 ebenda), besser bekannt als Delia Garcés, war eine argentinische Film- und Theaterschauspielerin.

## Leben
Ihre Eltern waren Gabriel García und Amadora Gerboles. Sie hatte drei Schwestern, Elda, Amadora und Delia. Sie besuchte das Teatro Infantil Labardén (deutsch: Labarden Kindertheater) und begann ihre schauspielerische Karriere am Nationalen Konservatorium für Musik und Schauspiel, wo sie auch ihre ersten Auftritte hatte. Sich selbst bezeichnete sie sich „Theaterratte“. Ihre ersten Auftritte hatte sie mit acht Jahren. Gemeinsam mit ihrem Partner, dem Regisseur Alberto de Zavalía, und einer Theatergruppe machte sie ab 1945 oder 1951 eine mehrjährige Lateinamerika-Tour, auch um den politischen Unruhen in Argentinien zu entgehen. Sie beschloss, sich zunächst komplett auf ihre Theaterkarriere zu spezialisieren. Neben ihrer Karriere hatte sie einige Schauspielrollen im Fernsehen. Im Jahr 1953 trat sie im Film Er (Él) von Luis Buñuel auf; dieser Film wurde erst 1958 in Argentinien ausgestrahlt. 1966 hatte sie ihren letzten Auftritt im Film El jardín de los cerezos. Danach zog sie sich aus der künstlerischen Tätigkeit zurück. Ihr letzter öffentlicher Auftritt war am 29. Oktober 2001, als sie von der Asociación de Cronistas del Espectáculo de la Argentina (ACE) mit dem erstmals verliehenen Premio ACE de Platino ausgezeichnet wurde.
Garcés starb am 7. November 2001 im Alter von 82 Jahren. Zwei Tage zuvor wurde sie in ein Krankenhaus eingeliefert.

## Auszeichnungen
- 1941: Premios Anuales für Veinte años y una noche[5]
- 1942: Premios Anuales für Malambo[6]
- 1945: Premios Anuales[7]
- 1959: Argentinische "Welt Kino Gold Figur Peru’s[8]
- 2001: Premio ACE de Platino[9]

## Filmografie
- 1937: Melgarejo
- 1937: ¡Segundos afuera!
- 1937: North Wind
- 1938: Maestro Levita
- 1938: Kilómetro 111
- 1938: Villa Discordia
- 1939: Twelve Women
- 1939: My Country’s Wings
- 1939: La vida de Carlos Gardel
- 1939: Affluent People
- 1939: College Girls
- 1940: Dama de compañía
- 1941: Twenty Years and One Night
- 1942: Little Teacher of Workmen
- 1942: Concierto de almas
- 1942: Malambo
- 1943: Casa de muñecas
- 1945: The Ghost Lady
- 1946: Rosa de América
- 1946: Becquer’s Great Love
- 1947: El hombre que amé
- 1949: De padre desconocido
- 1950: El otro yo de Marcela
- 1953: Er (Él)
- 1954: Lágrimas robadas
- 1954: Rebeldía
- 1954: Mi marido y mi novio
- 1956: Alejandra
- 1967: Lo mejor de nuestra vida... nuestros hijos (Fernsehserie, 39 Folgen)
- 1967: El Cristo de nuestras angustias (Fernsehserie, 3 Folgen)
- 1968: Narcisa de Jesús (Fernsehserie, 3 Folgen)